# Cabestan (groupe)
 (novembre 2019).
Si vous disposez d'ouvrages ou d'articles de référence ou si vous connaissez des sites web de qualité traitant du thème abordé ici, merci de compléter l'article en donnant les références utiles à sa vérifiabilité et en les liant à la section « Notes et références ».
Pour les articles homonymes, voir Cabestan.
Cabestan est un groupe de musiciens et chanteurs bretons fondé en 1982 à la suite d'un enregistrement de chants traditionnels pour une anthologie éditée par le Chasse-marée.
Cabestan reprend des chants de marins traditionnels devenant ainsi une référence dans ce domaine et réalise ses propres compositions, 

## Composition
- Benoît Chantran : violon, chant
- Michel Colleu : vielle, concertina et chant
- Christian Desnos : accordéon diatonique, chant
- Arnaud Maisonneuve : guitare, bouzouki, chant
- Bernard Subert : bombarde, clarinette, flûte, chant ; il est un des fondateurs du groupe et y est resté jusqu'en 1990.
- John Wright : violon, guimbarde, chant
- Erik Marchand : chant, clarinette (treujenn gaol)
- Thierry Moreau : violon, veuze, violoncelle
- Jean-Luc (Ben) Creac'h : guitare basse
- Bernard Simard : guitare, chant, pieds
- Thierry Decloux : guitare, bouzouki, chant

## Discographie
- 1984 : Cabestan
- 1987 : Il y a dix marins sur mer
- 1990 : Gwerz Penmarc’h (Grand Prix du disque Académie Charles Cros)
- 1991 : Chants de marins traditionnels (réunion en CD des 2 premiers 33t)
- 1993 : Fortunes de mer
- 1995 : Tempête pour sortir
- 1997 : Femmes de marins
- 2000 : La mer est trop vieille pour qu’on se moque d’elle
- 2002 : Best of  Chants de Marins. La compil’ des 20 ans